# یوآنا سیدور
یوآنا سیدور (لهستانی: Joanna Sydor؛ زادهٔ ۲۳ ژانویه ۱۹۷۵) بازیگر اهل لهستان است.
از فیلم‌ها یا مجموعه‌های تلویزیونی که وی در آن‌ها نقش داشته است، می‌توان به کارآگاهان جنایی، در خوشی و سختی، پدر متیو، دهن‌به‌دهن، دستورالعمل زندگی، قانون حقیقی، هتل ۵۲، پزشکان، کمیسر آلکس، بلفر ۲، نشانه، تله، جسم خارجی، عشق و آنکه هرگز نزیست اشاره نمود.